# Рындин, Кузьма Васильевич
Кузьма́ Васи́льевич Ры́ндин (11 [24] августа 1893, с. Ерал Уфимского уезда Уфимской губернии — 10 февраля 1938, Москва) — советский партийный и государственный деятель. С 1924 г. кандидат в члены ЦК, с 1930 г. член ЦК ВКП(б). Член ВЦИК и ЦИК СССР. Входил в состав особой тройки УНКВД СССР. Расстрелян в 1938 году, реабилитирован посмертно.

## Биография
Из русской семьи ремесленника. Окончил начальную сельскую школу. В  году поступил на Симский железоделательный завод. Член РСДРП (б) с 1915 года. Организатор молодёжного рабочего кружка, затем организации.
В 1916 году участвовал в революционной маевке. Опасаясь ареста, уехал в г. Ревда и поступил слесарем на металлургический завод. Затем переехал в Нижний Тагил.
После Февральской революции возвратился в Сим.
В 1917 г. возглавил Симский комитет РСДРП(б) и ревком, вошёл в состав Уфимского губисполкома.
С июня 1918 года — на подпольной работе в колчаковском тылу в Симе и его районе.
В 1919 году председатель Уфимского губчека, чл. губкома РКП(б), губисполкома.
В 1920 году вел политработу в РККА на Западном фронте.
После окончания Гражданской войны вернулся на Урал. В 1921—1922 годах секретарь Златоустовского укома партии, председатель уездного исполкома. В 1923 году ответственный секретарь Лысьвенского райкома РКП(б), в 1924 -1925 годах — Нижне-Тагильского, в 1925 1927 годах — Пермского окружкомов; в 1927 году — секретарь Уральского обкома РКП(б).
На состоявшемся в декабре 1927 года XV съезде, на котором был разгромлен троцкистско-зиновьевский блок, Рындин проявил себя как сторонник самых решительных мер в отношении левой оппозиции, призвав партию изгнать из своих рядов всех, кто не разделяет линии ЦК.
В октябре-ноябре 1928 года проводилась массовая чистка сторонников Н. И. Бухарина и сочувствовавших «правому уклону». С сентября 1929 года чисткой руководил лично Рындин.
Как верный сторонник Сталина пошел на повышение в Москву : с 1929 г. возглавлял Московскую контрольную комиссию ВКП(б) и областной РКИ, в 1930—1934 годах 2-й секретарь Московского обкома и горкома ВКП(б).

## Руководство Челябинской областью
С 22 января 1934 г. — 1-й секретарь вновь организованного Челябинского обкома и горкома ВКП(б). Руководил Челябинской областью неполных четыре года. Этот период отмечен вхождением в состав особой тройки, созданной по приказу НКВД СССР от 30.07.1937 № 00447 и активным участием в сталинских репрессиях.
В 1934 году по его инициативе в Челябинской области началось внедрение комбинированных прицепов к тракторам, которые позволяли одновременно пахать, бороновать и сеять. Три операции за один проход трактора позволяли экономить горючее, быстрее проводить сев. В 1935 году при поддержке Рындина произошло освоение транспортёров для молотилок, позволяющих автоматизировать молотьбу и заменить труд четырёх человек.
Рындин требовал от партийных руководителей на местах создавать условия для работы сельских специалистов — агрономов, механизаторов, животноводов.
Он заинтересовался разработками агронома Г. М. Сиротина, который предлагал вести сев перекрёстно-рядовым способом. Уже в 1936 году при поддержке Рындина в Челябинской области было засеяно новым способом 120 тысяч гектаров зерновых. Это позволило значительно увеличить урожай. Инициативу Сиротина и Рындина поддержал нарком земледелия СССР М. А. Чернов.
В 1934—1936 годах именем Рындина было названо около 20 колхозов, артелей и шахт Челябинской области.
Проживал : г. Челябинск, дом НКВД, кв.17.

## Планы по переименованию Челябинска
В сентябре 1936 г. направил письмо Сталину:

«Тов. Сталин! Прошу Вашего указания по следующему вопросу. В течение последних полутора лет перед областными организациями ставится вопрос о переименовании города Челябинска. Это предложение высказывалось и отдельными товарищами, и на пленуме областного комитета партии, и на собраниях городского партийного актива.
„Челябинск“ в переводе на русский язык означает „яма“. Поэтому часто при разговорах слово „челяба“ употребляется как что-то отрицательное, отсталое. Название города давно уже устарело, оно не соответствует его внутреннему содержанию.
Город за годы революции, и в особенности за годы пятилеток, коренным образом изменился. Из старого казацко-купеческого городишка превратился в крупнейший индустриальный центр.
Вот почему старое название города не соответствует сегодняшнему действительному положению. Потому мы просим Вас разрешить нам переименовать город Челябинск в город Кагановичград. Переименование хорошо бы провести на предстоящем областном съезде советов.
С коммунистическим приветом РЫНДИН
19.1Х.36»

Резолюция Сталина: «Против. И. Ст.»

## Награды
- 20.12.1935 — орден Ленина № 1378 — «за выдающиеся успехи в области сельского хозяйства и за перевыполнение государственных планов по сельскому хозяйству».

## Память
С 1935 имя К. В. Рындина прижизненно носили совхоз «Подовинный», село Подовинное и Подовинный сельсовет в Челябинской области. Снято постановлением ВЦИК от 25 декабря 1937 года.

## Арест и казнь
Арестован 12 октября 1937 года при исполнении обязанностей (вызван в Москву для участия в работе Октябрьского пленума ЦК ВКП(б)). Сразу же после ареста выведен из состава ЦК ВКП(б). Обвинён в участии в «контрреволюционной террористической организации правых». Имя К. Рындина было включено в сталинский расстрельный список, датированный 1 ноября 1937 года (№ 19 в списке из 45 человек, под грифом «Быв<шие> члены и кандидаты ЦК ВКП(б)»)— «за» 1-ю категорию Молотов, Сталин, Ворошилов, Каганович, Жданов),  затем в СРС от 22 ноября 1937 г. «Москва-центр» —«за» 1-ю категорию Сталин и Молотов.  8 февраля 1938 года приговор утверждён Военной коллегией Верховного суда СССР.  Расстрелян 10 февраля 1938 года  в одной группе с рядом известных старых большевиков и функционеров ВКП(б) ( В. А. Антонов-Овсеенко, А. П. Смирнов, А. Г. Белобородов, А. Я. Аросев, Н. Н. Попов, А. П. Серебровский, М. И. Бондаренко, Ф. П. Грядинский, Н. В. Марголин, Я. Б. Быкин, Д. А. Конторин и др.). Место захоронения -  полигон НКВД «Коммунарка».
14 марта 1956 года реабилитирован посмертно ВКВС СССР.

## Фото
- http://www.book-chel.ru/ind.php?id=2671&what=card
- https://web.archive.org/web/20140201173849/http://vecherka.su/katalogizdaniy?id=30852
- Рындин Кузьма Васильевич

## Сочинения
- О работе областной партийной организации: Выступление на февральско-мартовском Пленуме ЦК ВКП(б) 1937 года. // Вопросы истории. 1995. № 7.